# Joseph Koto
Marie Joseph François Koto, né le 1er janvier 1960 et mort le 14 octobre 2021 au (Sénégal), est un footballeur international sénégalais jouant aux postes d’attaquant et milieu des années 1980 à la fin des années 2000. Il se reconvertit ensuite entraîneur, devenant sélectionneur de toutes les catégories des équipes de football hommes du Sénégal.

## Histoire
Plusieurs années après avoir arrêté sa carrière de footballeur, il se lance dans une reconversion d’entraîneur direction la France pour passer un diplôme de 3e degré d’entraîneur.
Il revient au Sénégal pour superviser son équipe de cœur l’Association sportive et culturelle Jeanne d'Arc.
Très critiqué par la presse sénégalaise, peu de gens croient en Koto.
supervise en seconde l’équipe locale du Sénégal où il remporte son premier trophée du Tournoi de l'UEMOA 2009 puis 2011 et plus tard en 2016 devient ainsi l’équipe la plus titrée du tournoi.
Demi-finaliste placé quatrième au premier Championnat d'Afrique des nations de football en 2009 est le second en 2011 terminera celui-ci en phases de groupes.
En 2012, en tant que sélectionneur adjoint de Aliou Cissé, il atteint les quarts de finale du Tournoi masculin de football aux Jeux olympiques d'été de 2012 pour une première qualification avec le Sénégal olympique.
Finaliste de la Coupe des nations de l'UFOA en 2013.
Il accepte l’énorme défi de prendre les rênes de l’Équipe du Sénégal de football en 2012 remportant des matchs amicaux, mais ça ne dure pas limoger après une élimination aux Qualifications à la Coupe d'Afrique des nations de football 2013 respectant pas les termes de son contrat.
Mais c'est avec les moins de vingt ans qu'il poursuit renouvelant des records historiques avec l’équipe du Sénégal U20 d’abord en atteignant deux fois d’affilée la final de la Coupe d'Afrique des nations de football des moins de 20 ans en 2015 puis 2017 synonyme de qualification pour la Coupe du monde de football des moins de 20 ans c'est les demi-finales qui s’offrent en 2015 puis huitième de finale en 2017. Entre temps il remporte le premier trophée international -20 doha en 2016
Désillusion avec l’équipe du Sénégal -23 sortie au deuxième tour des Éliminatoires de la coupe d'Afrique des nations de football des moins de 23 ans 2019.
Malgré un bon parcours en Coupe d'Afrique des nations de football des moins de 23 ans 2015 où il avait atteint la quatrième place. Joseph koto a entraîné tous les équipes nationales hommes du Sénegal.
Revenu après des années pour la Coupe COSAFA 2021 où il finit finaliste défaite sur penalty. Il décède malheureusement d’un malaise quelques mois plus tard. Le même jour qu’un célèbre sélectionneur du Sénégal Bruno Metsu.

## Palmarès

### En tant que joueur
Il atteint la phase finale de la Coupe d'Afrique des nations de football 1986 avec le Sénégal
Avec le ASC Jeanne d'Arc :
- Championnat du Sénégal (2)
  - Champion :  1985, 1986
- Coupe du Sénégal (2)
  - Vainqueur : 1980, 1984
  - Finaliste : 1986

### En tant qu'entraîneur
- Coupe de la CAF
  - Finaliste : 1998

- Championnat du Sénégal
  - Champions en 1999, 2001, 2002, 2003

- Coupe du monde de football des moins de 20 ans
  - Demi-finaliste en 2015
  - Huitième de final en 2017

- Coupe d'Afrique des nations des moins de 20 ans
  - Finaliste en 2015, 2017

- Championnat d'Afrique des nations de football
  - Quatrième en 2009

- Coupe d'Afrique des nations de football des moins de 23 ans
  - Quatrième en 2015
- Coupe des nations de l'UFOA
  - Finaliste en 2013

- UEMOA
  - Vainqueur en 2009, 2011 et 2016[8].

- Coupe COSAFA
  - Finaliste 2021 (invité)[9]

- Coupe Amílcar Cabral
  - Vainqueur en 2001
- LG Cup :
  - Vainqueur en 2004[10]

- Tournoi International Doha U20
  - Vainqueur 2016[8].